# El Soleràs
El Soleràs är en kommun i Spanien.   Den ligger i provinsen Província de Lleida och regionen Katalonien, i den östra delen av landet, 400 km öster om huvudstaden Madrid. Antalet invånare är 368. Arean är 12,2 kvadratkilometer. El Soleràs gränsar till El Cogul, L'Albagés, Els Torms, La Granadella och Granyena de les Garrigues. 
Terrängen i El Soleràs är lite kuperad.